# Nonnenturm (Dülmen)

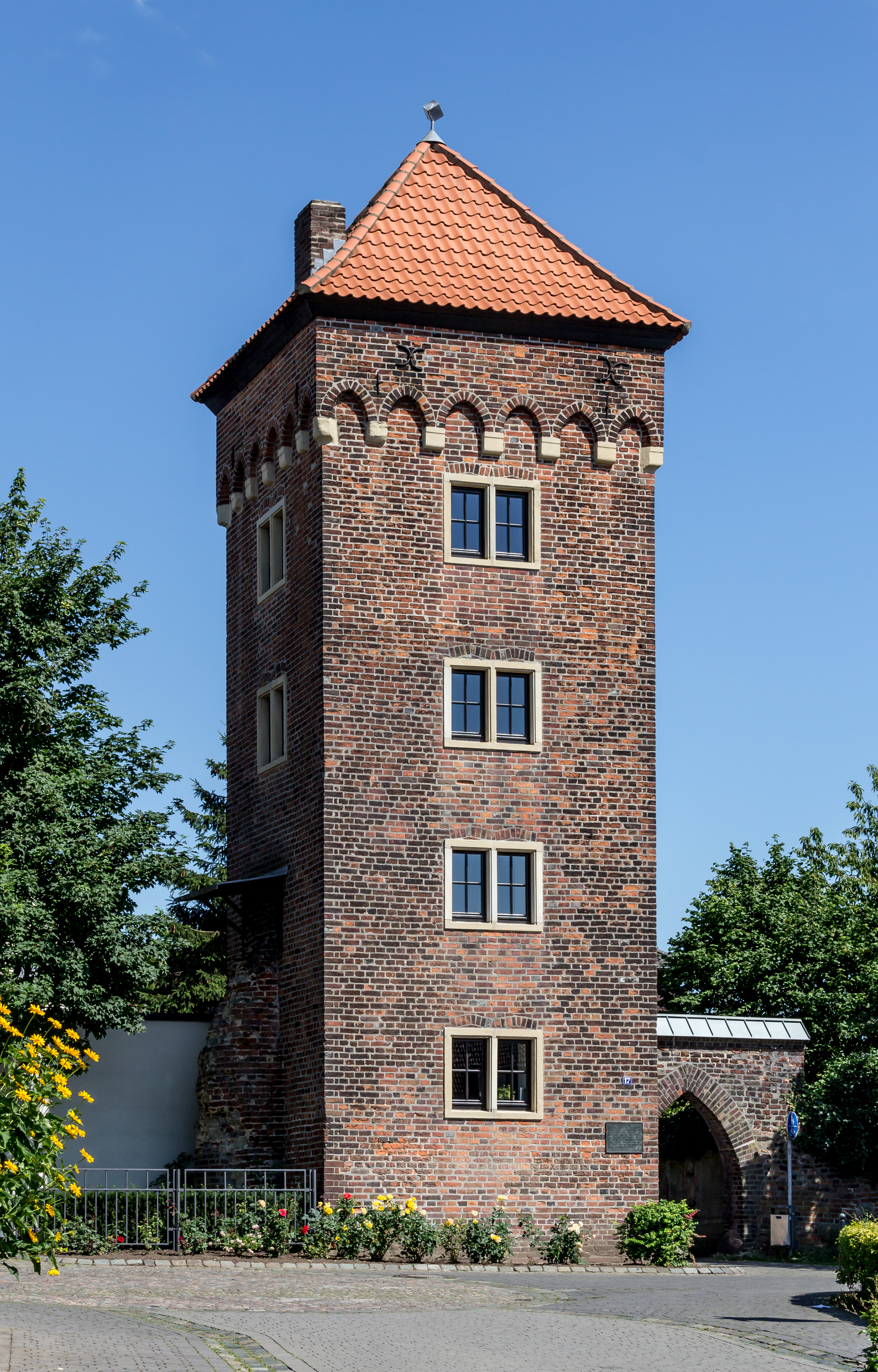
Nonnenturm in Dülmen (2012) mit Fragment der ehemaligen Stadtmauer (links)

Der Nonnenturm ist neben dem Lorenkenturm und dem Lüdinghauser Tor einer von drei erhaltenen Teilen der Stadtbefestigung von Dülmen. Der Turm mit quadratischem Grundriss befindet sich in der Nähe des Lüdinghauser Tors und zeigt an seiner Seite noch Reste der Dülmener Stadtmauer. Der Nonnentum ist der letzte von ehemals drei eckigen Türmen der alten Befestigung. Der heute viergeschossige Turm stammt aus dem 16. Jahrhundert und wurde ursprünglich als Pulverturm genutzt. Die Stadtbefestigung verfiel Mitte des 17. Jahrhunderts nach und nach. Der Turm gelangte 1730 in Privatbesitz und wechselte mehrfach den Eigentümer.
1953 wurde der Turm verändert wieder aufgebaut. An seine Seiten schließen sich zwei geringe Reststücke der Stadtmauer an. Das Innere des Turms ist heute Teil einer Wohnung. Die letzte Renovierung erfuhr der Nonnenturm 1982.
Der Name des Turms bezieht sich auf das in der Nähe befindliche und mittlerweile aufgehobene Nonnen-Kloster  der Augustinerinnen mit dem Namen Agnetenberg, dessen bekanntestes Konventsmitglied Anna Katharina Emmerick war.

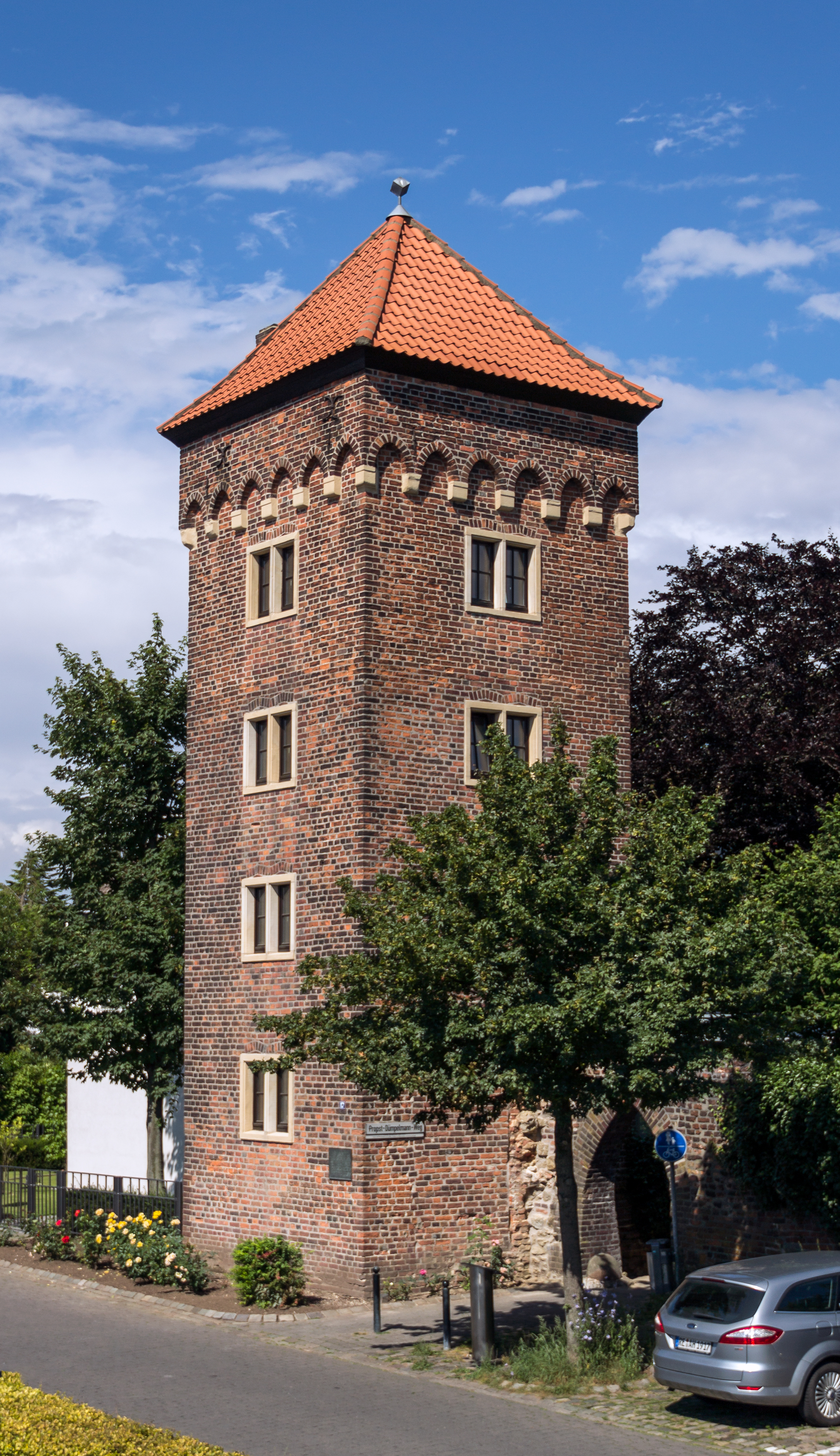
Nonnenturm mit Durchgang zum Probst-Dümpelmann-Weg (2012)